# Susz
Pour l’article homonyme, voir Susz (gmina).
Susz (prononcé [suʂ], en allemand: Rosenberg in Westpreußen) est une ville du powiat d'Iława, Voïvodie de Varmie-Mazurie, en Pologne, autrefois en province de Prusse-Occidentale.

## Histoire
De 1818 à 1945, la ville est le chef-lieu de l'arrondissement de Rosenberg-en-Prusse-Occidentale dans le district de Marienwerder au sein de la province de Prusse-Occidentale.
C'est après la Seconde Guerre mondiale que la ville de Rosenberg in Westpreußen (en français:Rosenberg-en-Prusse-Occidentale) s'est retrouvée sur le territoire polonais et a été renommée Susz, après que tous ses habitants (d'origine allemande) ont été remplacés par des populations venant de Pologne orientale, devenue ukrainienne.
Neudeck, la propriété ancestrale de la famille de Paul von Hindenburg s'y trouve.